# Hoplia forsteri
Hoplia forsteri är en skalbaggsart som beskrevs av Tesar 1969. Hoplia forsteri ingår i släktet Hoplia och familjen Melolonthidae. Inga underarter finns listade i Catalogue of Life.